# Terni–Sulmona-vasútvonal
A Terni–Sulmona-vasútvonal (olaszul: Ferrovia Terni-Sulmona) egy vasútvonal Olaszországban Terni és Sulmona között. A vasútvonal 1435 mm nyomtávolságú, egyvágányú, 164 km hosszúságú, nem villamosított.

## Története
Az olasz egyesülés és a vasútépítések széles körű megkezdése után sokan beszéltek arról, hogyan lehetne összekötni Abruzzo régiót az új fővárossal, Rómával. Úgy döntöttek, hogy a vasút Pescara városából indul, eléri Sulmonát és L'Aquilát, majd a Sella di Corno hágónál átkel az Appenninek hegységen, és eléri Rietit, ahol a vonalnak tovább kell haladnia Róma felé. Rieti lett volna a kiindulópontja az Avezzanóba vezető ágnak is, amely - az Avezzano-Roccasecca vasúttal együtt - összekötötte volna Abruzzót a Nápolyba vezető vasúttal, amely a Két Szicília Királysága alatt Abruzzó fővárosa volt.
A megoldatlan római kérdés azonban azzal fenyegetett, hogy megszakad a vasúti közlekedés az akkori főváros, Firenze és az akkori legnagyobb város, Nápoly között, ezért az olasz kormány katonai és stratégiai érdekeinek védelmében egy alternatív, a Pápai Állam területét nem érintő, Firenzéből Nápolyba vezető útvonal kiépítését szorgalmazta, amelyet egy új vasútvonallal lehetne létrehozni Terni és Roccasecca között, Rieti és Avezzano érintésével. Ezért úgy döntöttek, hogy a Pescara-Rieti vonalnak Terni felé kellett volna folytatódnia, és nem Róma felé, ahogyan az eredeti tervben szerepelt.
Az építkezést 1871-ben kezdte meg a pescarai Società per le Strade Ferrate Meridionali; 1873-ra a vonalat Sulmonáig, 1875-re pedig L'Aquiláig fejezték be. [33] Ezután a munkálatok az építő társaság tanácstalansága miatt leálltak: bár Terniből az Ancona–Orte-vasútvonalon keresztül el lehetett volna jutni Rómába, a Strade Ferrate Meridionali úgy gondolta, hogy egy Terniből Rietibe vezető vasút kevésbé lenne hasznos a társaság és az abruzzóiak igényei szempontjából, mint egy Rómából Rietibe vezető vasút.
1879-ben megállapodás született, amikor Baccarini közmunkaügyi miniszter engedélyezte a Strade Ferrate Meridionali számára egy másik vasútvonal megépítését, hogy kielégítse Abruzzo és Róma összekötésének igényét (a Róma-Sulmona-vasútvonal), de kötötte a társaságot, hogy a korábbi vonalat Terniig fejezze be. A munkálatok újraindultak, és a vonal hamarosan elkészült, még akkor is, ha a pálya leghegyesebb régióját érintette (az Abruzzót és Laziót elválasztó Appenninek, valamint a Marmore-vízesés közelében lévő magassági lejtő). A Pescara-Sulmona-Terni-vasútvonal 1883. október 30-án nyílt meg.
A vonal jelentősége mint az Abruzzo és Róma közötti elsődleges közlekedési eszköz azonban csak öt évig tartott: 1888-ban megnyitották a Róma-Sulmona-vasútvonalat, és az Abruzzo Adria partjáról Rómába tartó összes vonatot az újabb, rövidebb vonalra terelték. Mivel a Sulmonából induló vonatok többsége Pescarából Rómába tartott, néhány L'Aquilába és Ternibe tartó kivételével, az eredeti Pescara-Terni vonal első részét hivatalosan leválasztották és egyesítették az újabb Róma-Sulmona vonallal; így a Róma-Sulmona vonalból Róma-Sulmona-Pescara vonal lett, míg a Pescara-Sulmona-Terni vonalból Sulmona-Terni vonal.
A 20. század elején megépült az Avezzano-Roccasecca-vasútvonal, de Róma elfoglalásával a kormány stratégiai céljai megszűntek, így a Rieti-Avezzano vasútvonal nem épült meg, a Terni-Roccasecca vonal pedig befejezetlen maradt.
1936. október 3-án Contigliano közelében súlyos baleset történt, amelyben két vonat frontálisan ütközött, több halálos áldozatot és sok sérültet követelve, köztük a teljes L'Aquila Calcio futballcsapatot. Sok játékos meghalt, és a legtöbben nem tudtak többé futballozni; a csapat kiesett, és soha nem nyerte vissza elvesztett pozícióját.
Az 1930-as években a gőzmozdonyokat kivonták a forgalomból, és gyorsabb FS ALn 56 és FS ALn 556 sorozatú dízelmotorvonatokat vezettek be; az 1980-as években ezeket az FS ALn 668 3300-as sorozatra cserélték.
1905-ben az összes olasz vasutat államosították, és a Ferrovie dello Stato Italiane átvette a Terni-Sulmona vasút irányítását. 2008-ban a Trenitalia, a Ferrovie dello Stato személyszállítási részlege, a Terni-L'Aquila útvonalon személyszállítási szolgáltatást indított, és a Ferrovia Centrale Umbra-t bízta meg a szolgáltatással (ma Umbria Mobilità, a Busitalia csoport része). A Ferrovia Centrale Umbra FCU ALn 776-os dízelmotorvonatokkal üzemelteti járatait; a Trenitalia továbbra is a L'Aquila-Sulmona útvonalon közlekedik, és 2016-ban az ALn 668-asok helyett az új Pesa Atribo "Swing" dízel motorvonatokat vezette be.